# زندگی ادامه دارد (مجموعه تلویزیونی)
زندگی ادامه دارد یک سریال تلویزیونی ترکی است. ماهسون کرمزگول داستان خود را نوشت و کارگردانی کرد.